# WD 1856+534
WD 1856+534 là một sao lùn trắng nằm trong chòm sao Thiên Long. Ở khoảng cách khoảng 25 parsec (80 năm ánh sáng) so với Trái Đất, nó là thành phần bên ngoài của hệ ba sao trực quan bao gồm một cặp sao lùn đỏ bên trong. Sao lùn trắng hiển thị một phổ hấp thụ không đặc biệt, thiếu các đặc điểm hấp thụ hoặc phát xạ quang học mạnh trong bầu khí quyển của nó.

## Hệ hành tinh
Sao lùn trắng được biết đến là nơi chứa một ngoại hành tinh, WD 1856b, trên quỹ đạo xung quanh nó. Hành tinh ngoại hành tinh được phát hiện qua phương pháp quá cảnh bởi Vệ tinh khảo sát ngoại hành tinh (TESS) trong khoảng thời gian từ tháng 7 đến tháng 8 năm 2019. Một phân tích dữ liệu quá cảnh vào năm 2020 cho thấy nó là một hành tinh khổng lồ giống Sao Mộc với bán kính gấp mười lần Trái Đất và quay quanh ngôi sao chủ của nó gần với khoảng cách 0,02 đơn vị thiên văn (AU), với chu kỳ quỹ đạo ngắn hơn 60 lần so với chu kỳ quỹ đạo của Sao Thủy quanh Mặt Trời.
| Thiên thể đồng hành (thứ tự từ ngôi sao ra) | Khối lượng | Bán trục lớn (AU) | Chu kỳ quỹ đạo (ngày) | Độ lệch tâm | Độ nghiêng  | Bán kính  |
| ------------------------------------------- | ---------- | ----------------- | --------------------- | ----------- | ----------- | --------- |
| WD 1856+534 b                               | <13.8 MJ   | 00204±00012       | 14079405±00000011     | ~0          | 88778±0059° | 104±10 R🜨 |